# Transformaciones de Laguerre
Las transformaciones de Laguerre u homografías axiales son un análogo de la transformación de Möbius sobre los números duales. Al estudiar estas transformaciones, los números duales a menudo se interpretan como representantes de lines orientado en el plano. Las transformaciones de Laguerre asignan líneas a líneas e incluyen en particular todas las isometries of the plane.
Estrictamente hablando, estas transformaciones actúan sobre el 
dual number projective line, que une a los números duales un conjunto de puntos en el infinito. Topológicamente, esta línea proyectiva equivale a un cilindro. Los puntos de este cilindro están en un función biyectiva natural con líneas orientadas en el plano.

## Definición
Una transformación de Laguerre es una  linear fractional transformation {\displaystyle z\mapsto {\frac {az+b}{cz+d}}} donde {\displaystyle a,b,c,d} son todos números duales, {\displaystyle z} se encuentra en la línea proyectiva de números duales y {\displaystyle ad-bc} no es una divisor de cero.
Un número dual (matemáticas) es un número hipercomplejo de la forma {\displaystyle x+y\varepsilon } donde {\displaystyle \varepsilon ^{2}=0} pero {\displaystyle \varepsilon \neq 0}. Esto se puede comparar con los número complejo que tienen la forma {\displaystyle x+yi} donde {\displaystyle i^{2}=-1}.
Los puntos de la línea proyectiva de números duales se pueden definir de manera equivalente de dos maneras:
1. El conjunto habitual de números duales, pero con algunos "puntos en el infinito" adicionales. Formalmente, el conjunto es {\displaystyle \{x+y\varepsilon \mid x\in \mathbb {R} ,y\in \mathbb {R} \}\cup \left\{{\frac {1}{x\varepsilon }}\mid x\in \mathbb {R} \right\}}. Los puntos en el infinito se pueden expresar como {\displaystyle {\frac {1}{x\varepsilon }}} donde {\displaystyle x} es un número real arbitrario. Diferentes valores de {\displaystyle x} corresponden a diferentes puntos en el infinito. Estos puntos son infinitos porque a menudo se entiende que {\displaystyle \varepsilon } es un número infinitesimal y, por lo tanto, {\displaystyle 1/\varepsilon } es infinito.
2. El coordenadas homogéneas [x : y] con números duales x e y tales que el ideal que generan es el anillo completo de números duales. El anillo se ve a través de la inyección x ↦ [x : 1]. La línea proyectiva incluye puntos [1: yε].

## Coordenadas de línea
Una recta que forma un ángulo {\displaystyle \theta } con el eje x, y cuyo raíz de una función se denota {\displaystyle s}, se representa mediante el número dual
{\displaystyle z=\tan(\theta /2)(1+\varepsilon s).}
Lo anterior no tiene sentido cuando la línea es paralela al eje x. En ese caso, si {\displaystyle \theta =\pi } entonces configure {\displaystyle z={\frac {-2}{\varepsilon R}}} donde {\displaystyle R} es el  y-intercept de la línea. Puede que esto no parezca válido, ya que se está dividiendo por un divisor cero, pero este es un punto válido en la línea dual proyectiva. Si es {\displaystyle \theta =2\pi }, configure {\displaystyle z={\frac {1}{2}}\varepsilon R}.
Finalmente, observe que estas coordenadas representan líneas "orientadas". Una línea orientada es una línea ordinaria a la que se le atribuye una de dos orientaciones posibles. Esto se puede ver por el hecho de que si {\displaystyle \theta } se incrementa en {\displaystyle \pi }, entonces el número dual representativo resultante no es el mismo.

## Representaciones matriciales
Es posible expresar las coordenadas de la línea anterior como coordenadas homogéneas {\displaystyle z=\left[\sin \left({\frac {\theta +\varepsilon R}{2}}\right):\cos \left({\frac {\theta +\varepsilon R}{2}}\right)\right]} donde {\displaystyle R} es el  perpendicular distance de la línea desde el origen. Esta representación tiene numerosas ventajas: una ventaja es que no es necesario dividirla en diferentes casos, como paralelo al eje {\displaystyle x} y no paralelo. La otra ventaja es que estas coordenadas homogéneas se pueden interpretar como vectors, lo que nos permite multiplicarlas por matrices.
Cada transformación de Laguerre se puede representar como un matrix de 2 × 2 cuyas entradas son números duales. La representación matricial de {\displaystyle z\mapsto {\frac {pz+q}{rz+s}}} es {\displaystyle {\begin{pmatrix}p&q\\r&s\end{pmatrix}}} (pero observe que cualquier múltiplo escalar no nilpotente de esta matriz representa la misma transformación de Laguerre). Además, siempre que el determinante de una matriz de 2 × 2 con entradas de números duales no sea nilpotente, representa una transformación de Laguerre.
(Tenga en cuenta que en lo anterior, representamos el vector homogéneo {\displaystyle [z:w]} como un vector de columna de la manera obvia, en lugar de como un vector de fila.)

## Puntos, rectas orientadas y circunferencias orientadas
Las transformaciones de Laguerre no actúan sobre puntos. Esto se debe a que si tres líneas orientadas pasan por el mismo punto, sus imágenes bajo una transformación de Laguerre no tienen por qué encontrarse en un punto.
Se puede considerar que las transformaciones de Laguerre actúan tanto sobre círculos orientados como sobre líneas orientadas. Un círculo orientado es un círculo ordinario al que se le atribuye un valor binario, que es {\displaystyle 1} o {\displaystyle -1}. La única excepción es un círculo de radio cero, que tiene una orientación igual a {\displaystyle 0}. Un punto se define como un círculo orientado de radio cero. Si un círculo orientado tiene una orientación igual a {\displaystyle 1}, entonces se dice que el círculo está orientado "sentido del reloj"; si tiene una orientación igual a {\displaystyle -1} entonces está orientada "sentido del reloj". El radio de un círculo orientado se define como el radio {\displaystyle r} del círculo no orientado subyacente multiplicado por la orientación.
La imagen de un círculo orientado bajo una transformación de Laguerre es otro círculo orientado. Si dos figuras orientadas (ya sean círculos o líneas) son tangentes entre sí, entonces sus imágenes bajo una transformación de Laguerre también son tangentes. Dos círculos orientados se definen como tangentes si sus círculos subyacentes son tangentes y sus orientaciones son iguales en el punto de contacto. La tangencia entre líneas y círculos se define de manera similar. Una transformación de Laguerre podría asignar un punto a un círculo orientado que ya no es un punto.
Un círculo orientado nunca se puede asignar a una línea orientada. Del mismo modo, una línea orientada nunca se puede asignar a un círculo orientado. Esto es opuesto a  Möbius geometry, donde
Aquí las líneas y los círculos se pueden asignar entre sí, pero ninguno de ellos se puede asignar a puntos. Tanto la geometría  Möbius geometry como la de Laguerre son subgeometrías de  Lie sphere geometry, donde los puntos y las líneas orientadas se pueden asignar entre sí, pero se conserva la tangencia.
Las representaciones matriciales de círculos orientados (que incluyen puntos pero no líneas) son precisamente las matrices de números duales {\displaystyle 2\times 2} matriz antihermitiana invertibles. Todos estos tienen la forma {\displaystyle H={\begin{pmatrix}\varepsilon a&b+c\varepsilon \\-b+c\varepsilon &\varepsilon d\end{pmatrix}}} (donde todas las variables son reales y {\displaystyle b\neq 0}). El conjunto de líneas orientadas tangentes a un círculo orientado viene dado por {\displaystyle \{v\in \mathbb {DP} ^{1}\mid v^{*}Hv=0\}} donde {\displaystyle \mathbb {DP} ^{1}} denota la línea proyectiva sobre los números duales {\displaystyle \mathbb {D} }. Al aplicar una transformación de Laguerre representada por {\displaystyle M} al círculo orientado representado por {\displaystyle H} se obtiene el círculo orientado representado por {\displaystyle (M^{-1})^{*}HM^{-1}}. El radio de un círculo orientado es igual a la mitad de trace. La orientación es entonces la signo de la traza.

## Perfil

Figure 1: Two circles initially with opposite orientations undergoing axial dilation

Tenga en cuenta que las figuras animadas a continuación muestran algunas líneas orientadas, pero sin ninguna indicación visual de la orientación de una línea (por lo que dos líneas que difieren solo en la orientación se muestran de la misma manera); Los círculos orientados se muestran como un conjunto de líneas tangentes orientadas, lo que da como resultado un cierto efecto visual.
Lo siguiente se puede encontrar en Números complejos en geometría de Isaak Yaglom y en un artículo de Gutin titulado Generalizaciones de descomposición de valores singulares en matrices de números duales.

### Matrices unitarias
Las asignaciones de la forma {\displaystyle z\mapsto {\frac {pz-q}{{\bar {q}}z+{\bar {p}}}}} expresan movimientos de cuerpos rígidos (a veces llamados "isometrías euclidianas directas"). Las representaciones matriciales de estas transformaciones abarcan una subálgebra isomorfa de planar quaternions.
El mapeo {\displaystyle z\mapsto -z} representa una reflexión sobre el eje x.
La transformación {\displaystyle z\mapsto 1/z} expresa una reflexión sobre el eje y.
Observe que si {\displaystyle U} es la representación matricial de cualquier combinación de las tres transformaciones anteriores, pero normalizada para tener determinante (matemática) {\displaystyle 1}, entonces {\displaystyle U} satisface {\displaystyle UU^{*}=U^{*}U=I} donde {\displaystyle U^{*}} significa {\displaystyle {\overline {U}}^{\mathrm {T} }}. A estas las llamaremos matrices "unitarias". Sin embargo, tenga en cuenta que estos son unitary en el sentido de números duales y no de números complejos. Las matrices unitarias expresan precisamente el Euclidean isometries.

### Matrices de dilatación axial
Una dilatación axial en unidades {\displaystyle t} es una transformación de la forma {\displaystyle {\frac {z+(\varepsilon t/2)}{(-\varepsilon t/2)z+1}}}. Una dilatación axial en unidades {\displaystyle t} aumenta el radio de todos los círculos orientados en unidades {\displaystyle t} preservando sus centros. Si un círculo tiene orientación negativa, entonces su radio se considera negativo y, por lo tanto, para algunos valores positivos de {\displaystyle t}, el círculo en realidad se contrae. En la Figura 1 se muestra una dilatación axial, en la que dos círculos de orientaciones opuestas experimentan la misma dilatación axial.
En líneas, una dilatación axial por unidades {\displaystyle t} asigna cualquier línea {\displaystyle z} a una línea {\displaystyle z'} de modo que {\displaystyle z} y {\displaystyle z'} sean paralelas, y la distancia perpendicular entre {\displaystyle z} y {\displaystyle z'} sea {\displaystyle t}. Líneas que son paralelas pero tienen orientaciones opuestas se mueven en direcciones opuestas.

### Matrices diagonales reales

Figure 2: A grid of lines undergoing for varying between and.

Figure 3: Two circles that initially differ only in orientation undergoing the transformation for varying from and.

La transformación {\displaystyle z\mapsto kz} para un valor de {\displaystyle k} que es real conserva la intersección con el eje x de una línea, mientras cambia su ángulo con el eje x. Consulte la Figura 2 para observar el efecto en una cuadrícula de líneas (incluido el eje x en el medio) y la Figura 3 para observar el efecto en dos círculos que difieren inicialmente solo en la orientación (para ver que el resultado es sensible a la orientación).

### Una descomposición general del
En conjunto, una transformación general de Laguerre en forma matricial se puede expresar como {\displaystyle USV^{*}}, donde {\displaystyle U} y {\displaystyle V} son unitarios, y {\displaystyle S} es una matriz de la forma {\displaystyle {\begin{pmatrix}a&0\\0&b\end{pmatrix}}} o {\displaystyle {\begin{pmatrix}a&-b\varepsilon \\b\varepsilon &a\end{pmatrix}}}, donde {\displaystyle a} y {\displaystyle b} son números reales. Las matrices {\displaystyle U} y {\displaystyle V} expresan Euclidean isometries. La matriz {\displaystyle S} representa una transformación de la forma {\displaystyle z\mapsto kz} o una dilatación axial. El parecido con Singular Value Decomposition debería quedar claro.
Nota: En el caso de que {\displaystyle S} sea una dilatación axial, el factor {\displaystyle V} se puede establecer en la matriz de identidad. Esto se desprende del hecho de que si {\displaystyle V} es unitario y {\displaystyle S} es una dilatación axial, entonces se puede ver que {\displaystyle SV={\begin{cases}VS,&\det(V)=+1\\VS^{\mathrm {T} },&\det(V)=-1\end{cases}}}, donde {\displaystyle S^{\mathrm {T} }} denota el matriz transpuesta de {\displaystyle S}. Entonces {\displaystyle USV^{*}={\begin{cases}(UV^{*})S,&\det(V)=+1\\(UV^{*})S^{\mathrm {T} },&\det(V)=-1\end{cases}}}.

## Otros sistemas numéricos y elquinto postulado de Euclides

### Números complejos y geometría elíptica
Surge una pregunta: ¿Qué sucede si el papel de los números duales anteriores se cambia a los números complejos? En ese caso, los números complejos representan líneas orientadas en el geometría elíptica (el plano sobre el que toma lugar la geometría elíptica). Esto contrasta con los números duales, que representan líneas orientadas en el plano euclidiano. El plano elíptico es esencialmente una esfera (pero donde se identifican punto antipodal) y, por tanto, las líneas son gran círculo. Podemos elegir un gran círculo arbitrario como ecuador terrestre. El círculo máximo orientado que corta el ecuador en la longitud {\displaystyle s} y forma un ángulo {\displaystyle \theta } con el ecuador en el punto de intersección, puede representarse mediante el número complejo {\displaystyle \tan(\theta /2)(\cos(s)+i\sin(s))}. En el caso de {\displaystyle \theta =\pi } (donde la línea es literalmente la misma que el ecuador, pero orientada en la dirección opuesta a {\displaystyle \theta =0}), la línea orientada
e se representa como {\displaystyle \infty }. Similar al case of the dual numbers, el matriz unitaria actúa como isometries of the elliptic plane. El conjunto de "transformaciones elípticas de Laguerre" (que son análogas a las transformaciones de Laguerre en este contexto) se pueden descomponer usando Singular Value Decomposition de matrices complejas, de manera similar a cómo descompusimos las transformaciones euclidianas de Laguerre usando un analogue of Singular Value Decomposition for dual-number matrices.

### Números complejos divididos y geometría hiperbólica

An example of a sequence of hyperbolic Laguerre transformations that map a circle to a horociclo to a hypercycle and converge towards a line. This uses the split-complex numbers.

Si el papel de los números duales o complejos se cambia al número complejo hiperbólico, entonces se puede desarrollar un formalismo similar para representar líneas orientadas en el geometría hiperbólica en lugar de los planos euclidianos o elípticos: un número complejo dividido se puede escribir en la forma {\displaystyle (a,-b^{-1})} porque el álgebra en cuestión es isomorfa a {\displaystyle \mathbb {R} \oplus \mathbb {R} }. (Sin embargo, tenga en cuenta que, como *-álgebra, a diferencia de un simple álgebra, los números complejos divididos no se pueden descomponer de esta manera). Los términos {\displaystyle a} y {\displaystyle b} en {\displaystyle (a,-b^{-1})} representan puntos en el límite del plano hiperbólico; son respectivamente los puntos inicial y final de una línea orientada. Dado que el límite del plano hiperbólico es homeomorfismo a recta proyectiva {\displaystyle \mathbb {RP} ^{1}}, necesitamos que {\displaystyle a} y {\displaystyle b} pertenezcan a la línea proyectiva {\displaystyle \mathbb {RP} ^{1}} en lugar de espacio afín {\displaystyle \mathbb {R} ^{1}}. De hecho, esto sugiere que {\displaystyle (\mathbb {R} \oplus \mathbb {R} )\mathbb {P} ^{1}\cong \mathbb {R} \mathbb {P} ^{1}\oplus \mathbb {R} \mathbb {P} ^{1}}.
El análogo de las matrices unitarias sobre los números complejos divididos es el isometries of the hyperbolic plane. Esto lo demuestra Yaglom. Además, el conjunto de transformaciones fraccionarias lineales se puede descomponer de una manera que se asemeja a la descomposición en valores singulares, pero que también la unifica con Jordan decomposition.

### Resumen
Por lo tanto, tenemos una correspondencia entre los tres sistemas numéricos planos (números complejos, duales y complejos divididos) y los tres non-Euclidean geometries. El sistema numérico que corresponde a Geometría euclidiana es el número dual (matemáticas).

## En dimensiones superiores
El espacio de Laguerre de n dimensiones es isomorfo a n + 1 Espacio-tiempo de Minkowski. Para asociar un punto {\displaystyle P=(x_{1},x_{2},\dotsc ,x_{n},r)} en el espacio de Minkowski a una hiperesfera orientada, interseque el cono de luz centrado en {\displaystyle P} con el hiperplano {\displaystyle t=0}. El grupo de transformaciones de Laguerre es isomorfo entonces al Grupo de Poincaré {\displaystyle \mathbb {R} ^{n,1}\rtimes \operatorname {O} (n,1)}. Estas transformaciones son exactamente aquellas que conservan una especie de distancia al cuadrado entre círculos orientados llamada Darboux product. Las transformaciones directas de Laguerre se definen como el subgrupo {\displaystyle \mathbb {R} ^{n,1}\rtimes \operatorname {O} ^{+}(n,1)}. En 2 dimensiones, las transformaciones directas de Laguerre se pueden representar mediante matrices de números duales de 2 × 2. Si se entiende que las matrices de números duales 2 × 2 constituyen el álgebra de Clifford {\displaystyle \operatorname {Cl} _{2,0,1}(\mathbb {R} )}, entonces son posibles representaciones algebraicas de Clifford análogas en dimensiones superiores.
Si incrustamos el espacio de Minkowski {\displaystyle \mathbb {R} ^{n,1}} en el espacio proyectivo {\displaystyle \mathbb {RP} ^{n+1}} manteniendo el mismo grupo de transformación, entonces los puntos en el infinito son planos orientados. Los llamamos "planos" porque su forma es plana. En 2 dimensiones, estas son las líneas orientadas.
Además, existen dos definiciones no equivalentes de una transformación de Laguerre: ya sea como  Lie sphere transformation que conserva los planos orientados o como una transformación de esfera de Lie que conserva el producto de Darboux. Usamos la última convención en este artículo. Tenga en cuenta que incluso en 2 dimensiones, el primer grupo de transformación es más general que el segundo: un homotecia, por ejemplo, asigna líneas orientadas a líneas orientadas, pero en general no conserva el producto de Darboux. Esto se puede demostrar utilizando la homotecia centrada en {\displaystyle (0,0)} por unidades {\displaystyle t}. Ahora considere la acción de esta transformación en dos círculos: uno es simplemente el punto {\displaystyle (0,0)} y el otro es un círculo de raidus {\displaystyle 1} centrado en {\displaystyle (0,0)}. Estos dos círculos tienen un producto Darboux igual a {\displaystyle -1}. Sus imágenes bajo la homotecia tienen un producto Darboux igual a {\displaystyle -t^{2}}. Por lo tanto, esto solo da una transformación de Laguerre cuando {\displaystyle t^{2}=1}.

## Interpretación conforme
En esta sección interpretamos las transformaciones de Laguerre de manera diferente que en el resto del artículo. Cuando actúan sobre coordenadas lineales, las transformaciones de Laguerre "no" se entienden como conformes en el sentido aquí descrito. Esto se demuestra claramente en la Figura 2.
Las transformaciones de Laguerre preservan los ángulos cuando se identifica el ángulo adecuado para el plano numérico dual. Cuando un rayo y= mx, x ≥ 0 y el eje x positivo se toman como lados de un ángulo, pendiente (matemática) m es la magnitud de este ángulo.
Este número m corresponde al  signed area del triángulo rectángulo con base en el intervalo [(√2,0), (√2, m √2)]. La línea {1 + aε: a ∈ ℝ}, con la multiplicación de números duales, forma un subgrupo de los números duales unitarios, siendo cada elemento un cizallamiento (geometría) cuando actúa en el plano numérico dual. Otros ángulos en el plano se generan mediante dicha acción y, dado que el mapeo de corte preserva el área, el tamaño de estos ángulos es el mismo que el original.
Tenga en cuenta que la inversión z a 1/z deja invariante el tamaño del ángulo. Como la transformación general de Laguerre se genera mediante traslaciones, dilataciones, cortes e inversiones, y todas ellas dejan el ángulo invariante, la transformación general de Laguerre es conforme en el sentido de estos ángulos.: 81 